# Tonisha Baker
Tonisha Baker (geboren 4. September 1990 in Cleveland, Ohio) ist eine 1,73 m große  amerikanische Basketballspielerin. Ihr Vater Tony Baker war Anfang der 1990er Jahre einer der Stars im American-Football-Team der Frankfurt Galaxy. Sie hat 2 Brüder, davon spielt einer professionell.
Sie spielt bevorzugt auf der Position der Aufbauspielerin, kann jedoch auch auf der kleinen Flügelposition eingesetzt werden. Von der Saison 2009/2010 bis zur Saison 2012/2013 spielte sie in der NCAA D1 für die Campbell University. Zur Saison 2013/2014 startete sie ihre Profikarriere beim deutschen Erstligisten BC Marburg.
In der Saison 2013/14 wurde sie in allen 22 Spiele eingesetzt und erzielte 196 Punkte, also im Schnitt 9 Punkte pro Spiel.  Zudem war sie beim TOP4 mit 26 Punkten erfolgreich.
Zur Saison 2014/2015 wurde sie vom deutschen Zweitligisten Wolfpack Wolfenbüttel verpflichtet, kehrte aber Ende November zum BC Marburg zurück.